# طاران (ساة)

'

تعديل مصدري - تعديل

طاران هي إحدى قرى عزلة ساه بمديرية ساة التابعة لمحافظة حضرموت، بلغ تعداد سكانها 494 نسمة حسب تعداد اليمن لعام 2004.